# Bruno Gonçalves
Bruno Barros Gonçalves (Fortaleza, 9 de julho de 1984), é um médico e político brasileiro. 
Em 2014, foi eleito deputado estadual do Ceará pelo Partido Ecológico Nacional (PEN) com 75.511 votos. Em 2018, foi reeleito para seu 2° mandato de deputado pelo Patriota (PATRI) com 82.515 votos. Nas eleições municipais de 2020, concorreu a prefeito de Aquiraz pelo PL e foi eleito com 25.562 votos (53,88% dos votos válidos), derrotando Edson Sá (PDT), que recebeu 21.884 votos (46,12% dos votos válidos). Nas eleições municipais de 2024, foi reeleito prefeito com 48.113 votos (85,79% dos votos válidos).